# Gettysburg (Ohio)
Gettysburg és una població dels Estats Units a l'estat d'Ohio. Segons el cens del 2000 tenia 558 habitants.

## Demografia
Segons el cens del 2000, Gettysburg tenia 558 habitants, 187 habitatges, i 149 famílies. La densitat de població era de 489,6 habitants/km².
Dels 187 habitatges en un 44,4% hi vivien nens de menys de 18 anys, en un 61,5% hi vivien parelles casades, en un 15,5% dones solteres, i en un 19,8% no eren unitats familiars. En el 16% dels habitatges hi vivien persones soles el 5,9% de les quals corresponia a persones de 65 anys o més que vivien soles. El nombre mitjà de persones vivint en cada habitatge era de 2,98 i el nombre mitjà de persones que vivien en cada família era de 3,29.
Per edats la població es repartia de la següent manera: un 34,8% tenia menys de 18 anys, un 7,9% entre 18 i 24, un 30,8% entre 25 i 44, un 17,4% de 45 a 60 i un 9,1% 65 anys o més.
L'edat mediana era de 30 anys. Per cada 100 dones de 18 o més anys hi havia 91,6 homes.
La renda mediana per habitatge era de 36.250 $ i la renda mediana per família de 43.750 $. Els homes tenien una renda mediana de 29.773 $ mentre que les dones 21.875 $. La renda per capita de la població era de 15.247 $. Aproximadament el 7,2% de les famílies i el 10,7% de la població estaven per davall del llindar de pobresa.

## Poblacions properes
El següent diagrama mostra les poblacions més properes.